# Друг (памятник)
Памятник «Друг» — бронзовая композиция в натуральную величину, установленная на бульваре Шевченко в Донецке напротив здания областной администрации. Скульптура изображает мужчину, который прикрывает пса зонтиком.

## Описание памятника
5 июня 2014 года (в разгар военных действий на территории Донецка) на бульваре имени Шевченко был установлен совершенно мирный арт-объект «Друг». Автор композиции — донецкий художник Равиль Акмаев. Памятник отлит из бронзы в натуральную величину и изображает немолодого человека в плаще и шляпе, идущего по бульвару и закрывающего собаку от дождя зонтом, символизируя преданную дружбу человека и животного.

## История
Идея создания памятника появилась у автора ещё в 2012 году. Основой для композиции стала его же картина «Друг», написанная в 1996 году. Вначале автор вылепил каркас из пластилина, позже пластилиновый «эскиз» был отлит в бронзе харьковскими скульпторами Игорем и Стасом Белицкими. На родине скульпторов в деревне Русская Лозовая были отлиты первые четыре настольные скульптуры Равиля Акмаева — «Друг», «Нате вам!», «Джазмен», «Моцарт».
Спонсором первых отливок стал друг Равиля Акмаева донецкий профессор хирург-кардиолог Александр Кузнецов и его жена Виктория.
В 2013 году у Акмаева была юбилейная выставка в Художественном музее, где автор представил свои работы. На презентации творчества Акмаева донецкий городской глава Александр Лукьянченко предложил автору попробовать украсить город двумя скульптурами: «Друг» и «Моцарт». Так и появилась идея украсить Донецк полноценной скульптурой. Первой выбрали «Друг».
Макет автор выполнил в Донецке, работал над скульптурой всю зиму. После изготовления макета скульптуру отправили на отливку в Харьков. Это заняло 2,5 месяца. В конце мая дорабатывать отливку поехал уже художник:
«Работал 8 дней в деревне на пекле, 12 часов в сутки. Главное что помню — вода у них потрясающе вкусная из артезианской скважины идет. Вечерами возвращался в Харьков в дом к ещё одному старинному другу Рашиду Брагину. Принимал душ и читал на ночь Чехова. Очень своевременный автор по нынешним временам. Его в зрелом возрасте нужно читать или во времена потрясений. Например, во время войны или перед свадьбой, когда молодой человек свою судьбу скоропостижно меняет».
Художник беспокоился о возможности доставки скульптуры в Донецк, так как в связи с боевыми действиями дорога затруднена блокпостами. Но все обошлось, скульптуру доставили через все блок-посты и зоны боевых действий в Донецк за сутки.
«Сейчас мне все говорят, что я какой то чумовой, что в такое время привез из Харькова такой груз и ещё и смог его установить, да ещё и в таком месте. А я скажу, что творить легко, претворять в жизнь сложно. Я думал только об украшении родного города и о том как лучше это сделать».
Совместными усилиями дончан и помощи начальника строительного управления «Доменстрой» Малюты Ивана Ивановича, памятник был успешно установлен.
В настоящее время памятник является одним из популярных мест дончан.